# Dolnoslezské vojvodství
Dolnoslezské vojvodství (polsky Województwo dolnośląskie) je jeden ze šestnácti vyšších územních samosprávných celků Polska zřízených při správní reformě v roce 1998. Nachází se na jihozápadě země u hranic s Českou republikou a Německem. Patří k němu většina historického Dolního Slezska (ale nikoli celé) a také bývalé Kladské hrabství i polská část Horní Lužice. Hlavním městem je Vratislav. Území je současně regionem soudržnosti NUTS-2.

## Historie

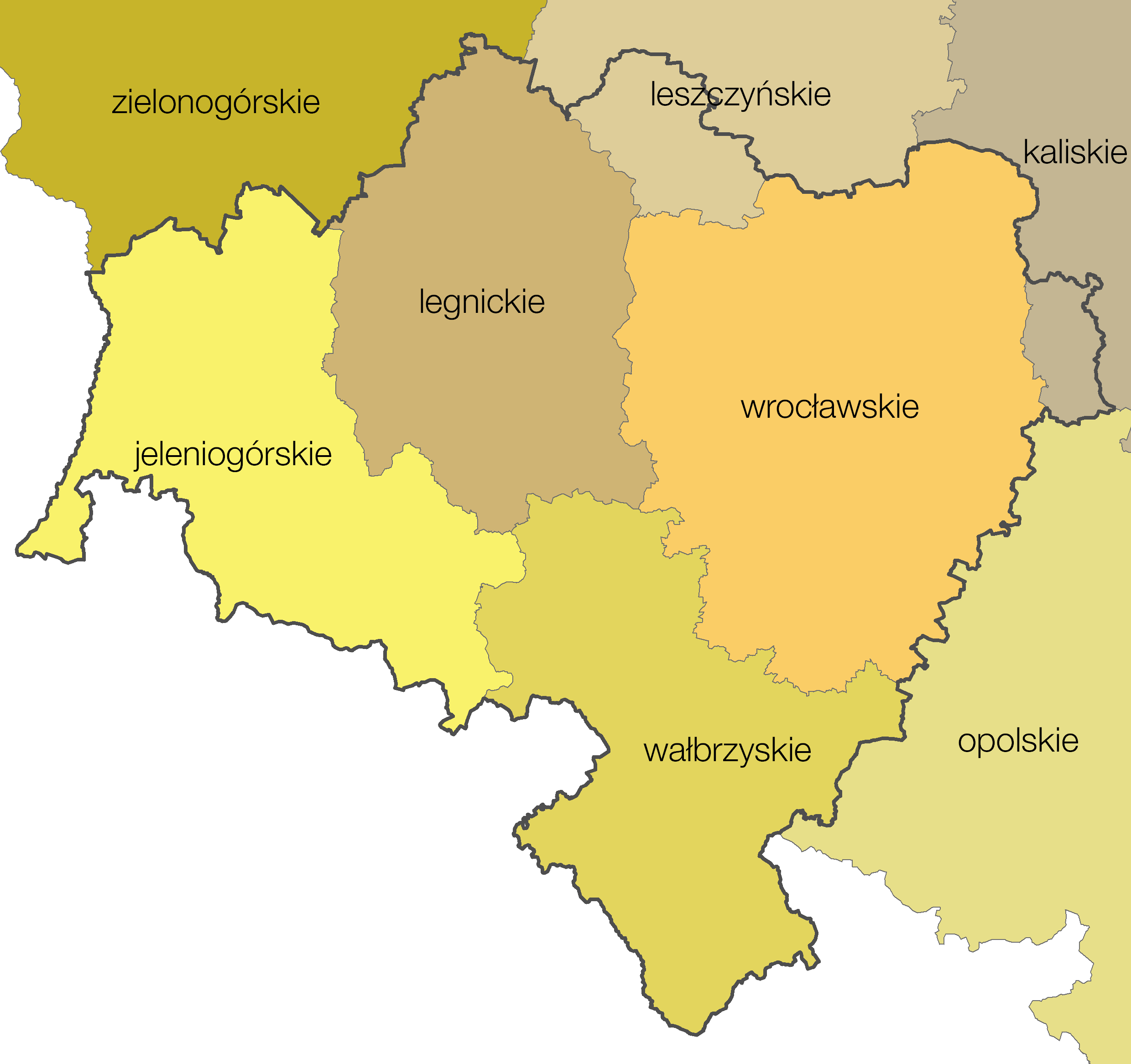
Dolnoslezské vojvodství a dřívější územní správní jednotky

Dolnoslezské vojvodství vzniklo v současné podobě při reformě administrativního dělení Polska v roce 1998, která zavedla šestnáct „velkých“ samosprávných vojvodství namísto 49 „malých“ existujících od roku 1975. Bylo vytvořeno z území dřívějších vojvodství Jelenohorského, Lehnického, Valbřišského a Vratislavského a také malé části Lešenského (okres Góra) a Kališského (oblast Sycówa). Jeho hranice do značné míry odpovídají hranicím Vratislavského vojvodství z let 1950–1975 – oproti němu k dnešnímu Dolnoslezskému patří navíc okres Hlohov. 
Dříve bylo území dnešního vojvodství součástí pruské provincie Slezsko, případně v letech 1919–1938 a 1941–1945 vyčleněné provincie Dolní Slezsko, s výjimkou města Bogatynia (Rychnov) a okolních obcí, které historicky patřily k Sasku. Sasko-slezskou hranicí tvořila řeka Witka. Provincie Slezsko vznikla v roce 1815 a byla k ní tehdy připojena území, která se předtím ke Slezsku nepočítala: Kladské hrabství odtržené roku 1742 od Čech a část Horní Lužice. Původně se západní hranice Slezska opírala o Kwisu, města jako Lubáň, Węgliniec a Zhořelec jsou historicky lužická.

## Symboly vojvodství

### Vlajka
Vlajka Dolnoslezského vojvodství je tvořena žlutým listem o poměru stran 5:8. Uprostřed listu je černá slezská orlice ze znaku vojvodství. Orlice je vysoká 7/10 a široká 3/5 šířky listu.

### Znak
Znak Dolnoslezského vojvodství je tvořen slezskou orlicí na žlutém štítu.

## Geografie a ekonomika
Dolnoslezské vojvodství má rozlohu 19 946,70 km². S necelými tři miliony obyvatel je pátým nejlidnatějším polským vojvodstvím (po Mazovském, Slezském, Velkopolském a Malopolském).
Nachází se na jihozápadě Polska a sousedí:
- na jihu s Libereckým, Královéhradeckým, Pardubickým a Olomouckým krajem v České republice, délka hranice je 410,8 km;
- na západě se spolkovou zemí Sasko v Německu, délka hranice je 76 km;
- na severozápadě s Lubušským vojvodstvím, délka hranice 224,4 km;
- na severovýchodě s Velkopolským vojvodstvím, délka hranice je 218,4 km;
- na východě s Opolským vojvodstvím, délka hranice je 193,7 km;

Jižní hranice má obzvlášť nepravidelný průběh kvůli kladskému a bogatyňskému výběžku.

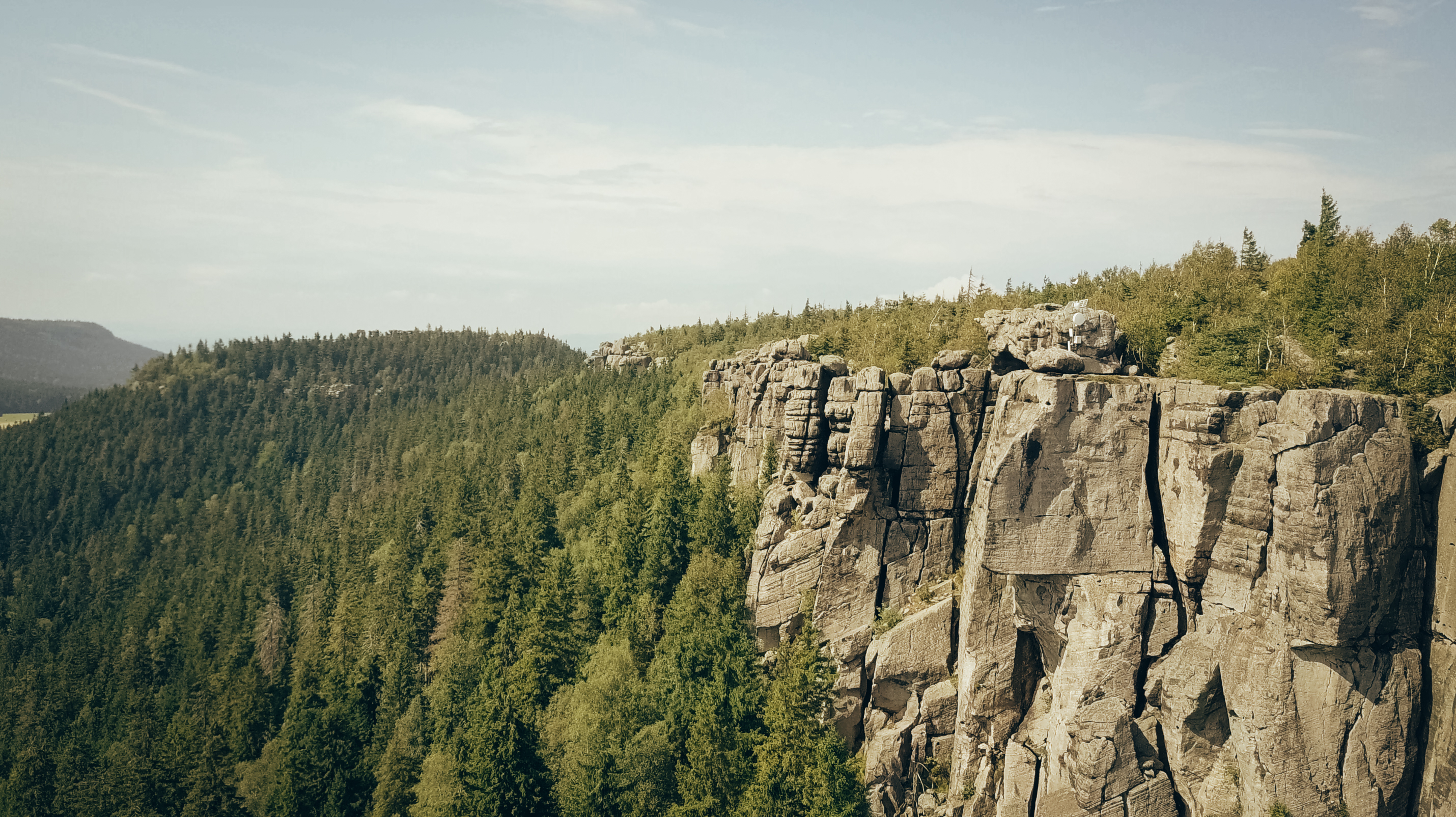
Stolové hory

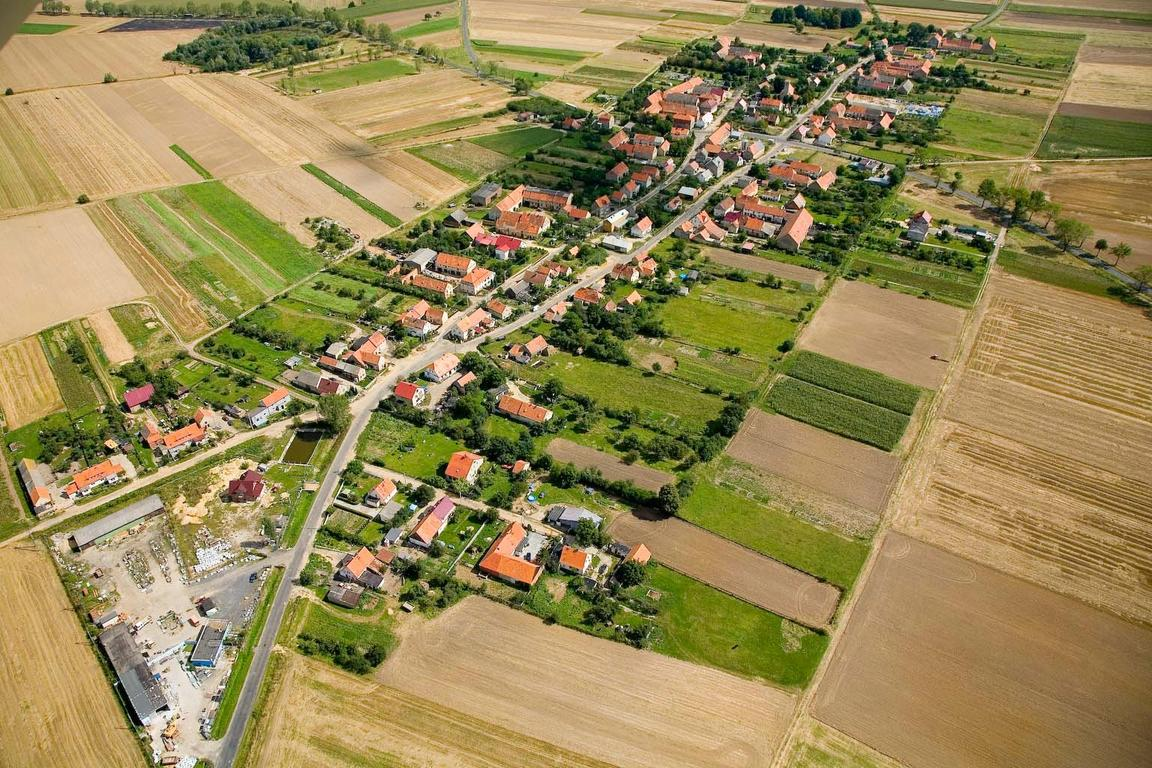
Typická dolnoslezská vesnice

Z hlediska geomorfologického členění se severovýchodní část vojvodství i s Vratislaví rozkládá ve Slezské nížině (Nizina Śląska), severozápadní ve Slezsko-lužické nížině (Nizina Śląsko-Łużycka) a úplně nejsevernější spadá do oblastí (podsoustav) Třebnický val (Wał Trzebnicki) a Miliczsko-hlohovská sníženina (Obniżenie Milicko-Głogowskie), jež jsou také součástí Středopolských nížin. Jižní část je naopak hornaté povahy, patří k Orlické a Krkonošské oblasti v rámci Krkonošsko-jesenické subprovincie. V Polsku je dodnes pro tyto celky zažitý společný název Sudety. 
Nejvyšším vrcholem Dolnoslezského vojvodství je Sněžka (1603 m n. m.), druhé místo zaujímá Králický Sněžník (1423 m n. m.). Výraznou krajinnou dominantu mimo hlavní pohoří představuje Ślęża (718 m n. m.). Vojvodství se může pochlubit dvěma národními parky – Krkonošský a Stolové hory – a dvanácti chráněnými krajinnými oblastmi, mezi nimiž Údolí Barycze je s rozlohou 863,37 km² největší v Polsku. 98,9 % území patří k povodí Odry (výjimku tvoří horní toky Divoké Orlice a Jizery). Největším přírodní jezerem je Kunickie poblíž Lehnice, největší přehradní vodní nádrží Mietkowská jihozápadně od Vratislavi. Na severu se nacházejí Miliczské rybníky, největší rybniční soustava v Polsku.
V jižní horské části vojvodství hraje velkou roli cestovní ruch a lázeňství. Hojně navštěvovaná je i Vratislav (5 milionů turistů v roce 2016). Na seznam světového dědictví UNESCO byly zapsány Hala století ve Vratislavi a kostely míru v Jaworu i Svídnici.

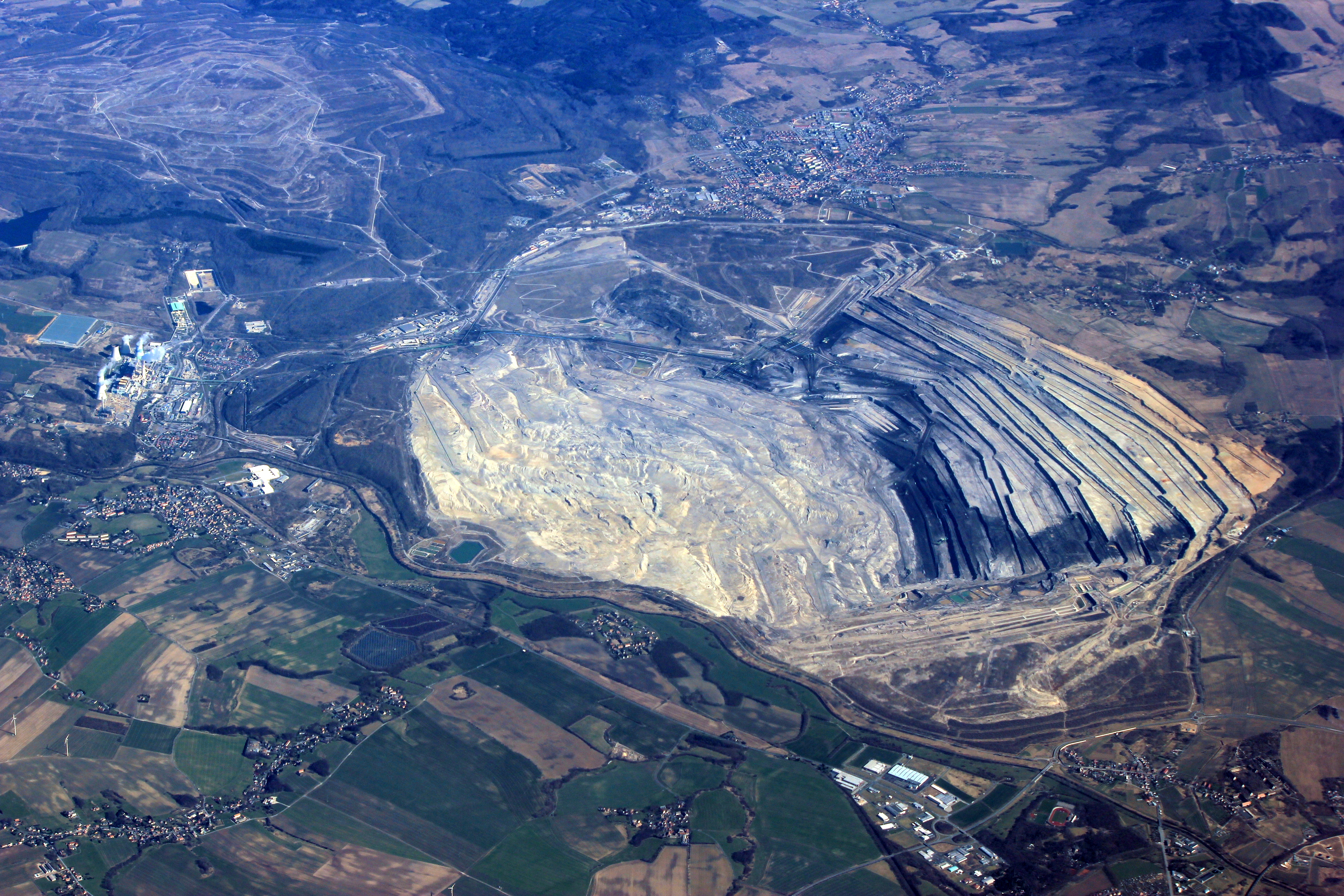
Důl Turów

Míra urbanizace v roce 2020 byla 68,18 %, třetí nejvyšší v Polsku. Krkonošsko-jesenické podhůří patří mezi nejstarší průmyslové oblasti střední Evropy, historicky byl jeho rozvoj spjat mj. s textilní výrobou a těžbou černého uhlí (Valbřich, Nowa Ruda). V moderní době má největší hospodářský význam Dolnoslezská měďařská pánev (Dolnośląskie Zagłębie Miedziowe) soustředěná kolem Lehnice, Hlohova a Lubinu, kde působí podnik KGHM Polska Miedź. Důl a elektrárna Turów leží na území Dolnoslezského vojvodství v bogatyňském výběžku.
Území Dolního Slezska mělo historicky jednu z nejhustších železničních síti v Evropě, která v důsledku zanedbávání a plošného rušení tratí na přelomu 20. a 21. století značně prořídla. Některé úseky jsou nyní obnovovány. Hlavní železniční tahy mezinárodního významu vedou radiálně všemi směry z Vratislavi. Regionální vlaková doprava je zajišťována dopravcem Koleje Dolnośląskie (Dolnoslezské dráhy), společností v plném vlastnictví vojvodství. Páteří silniční dopravy jsou dálnice A4 i A18 a také rychlostní silnice S3, S5 a S8.

## Okresy

Administrativní mapa vojvodství

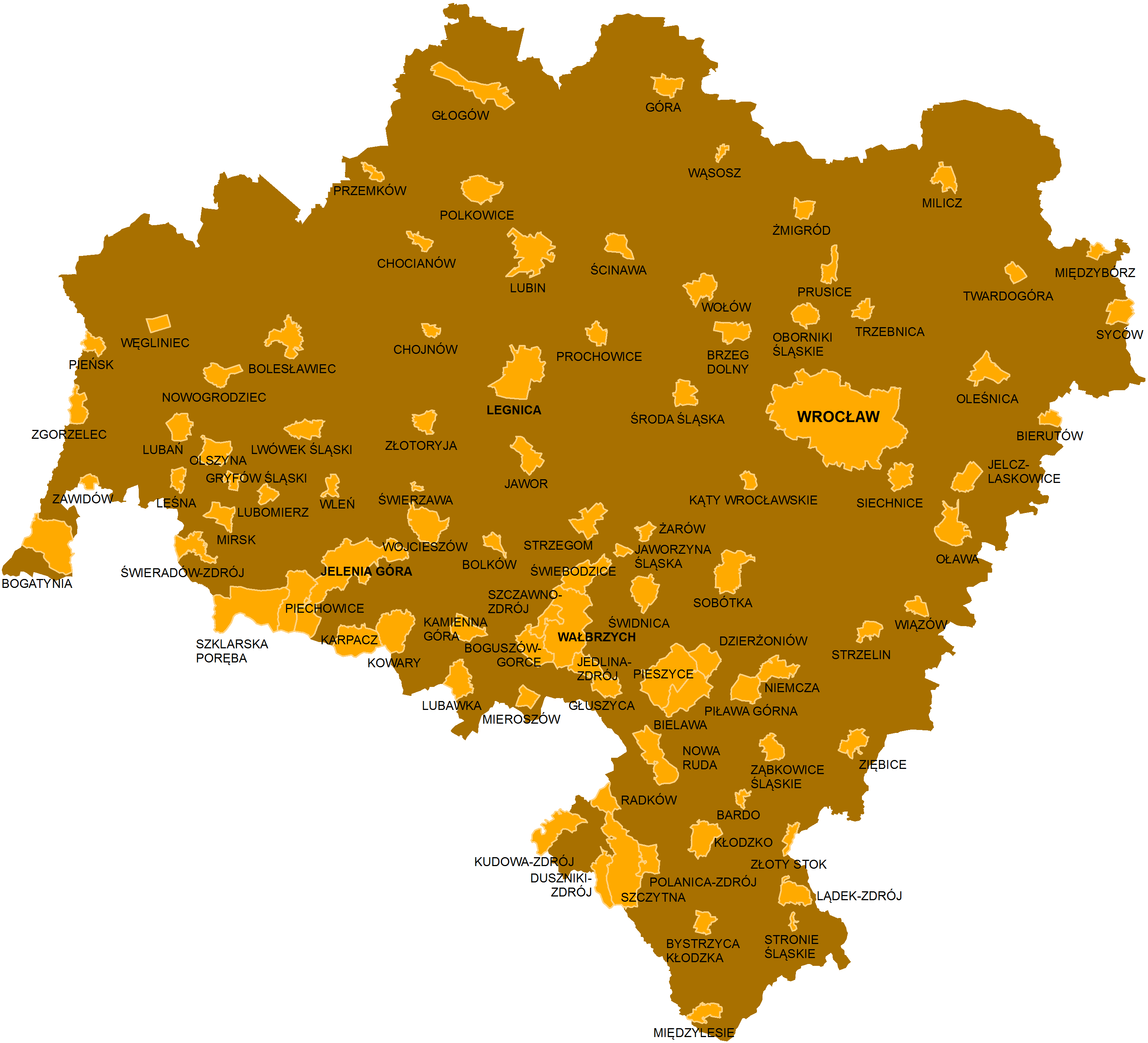
Města v Dolnoslezském vojvodství

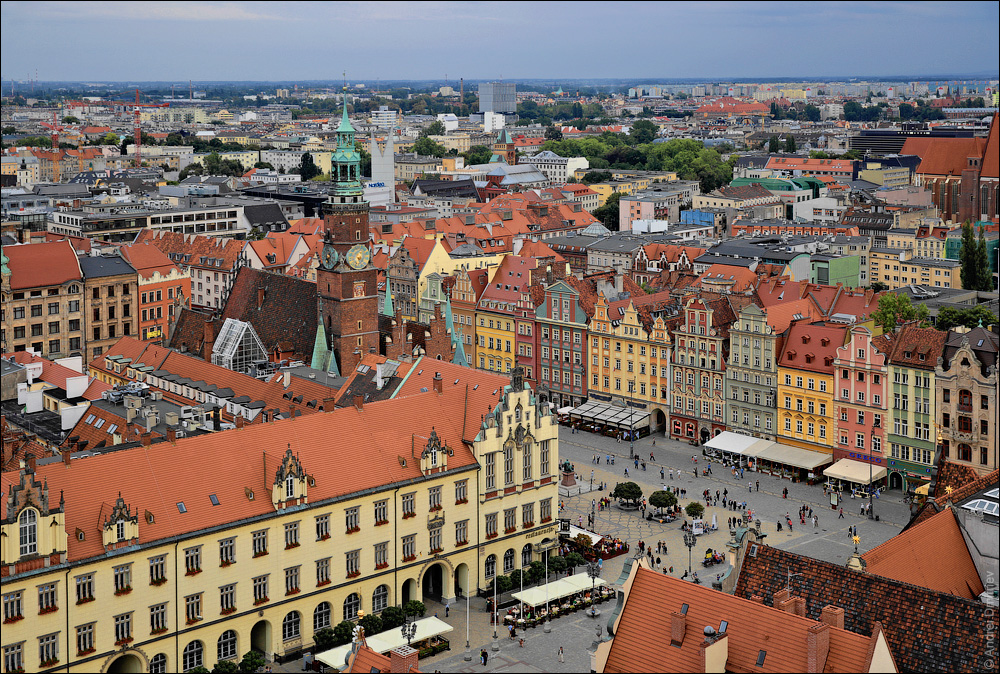
Vratislav

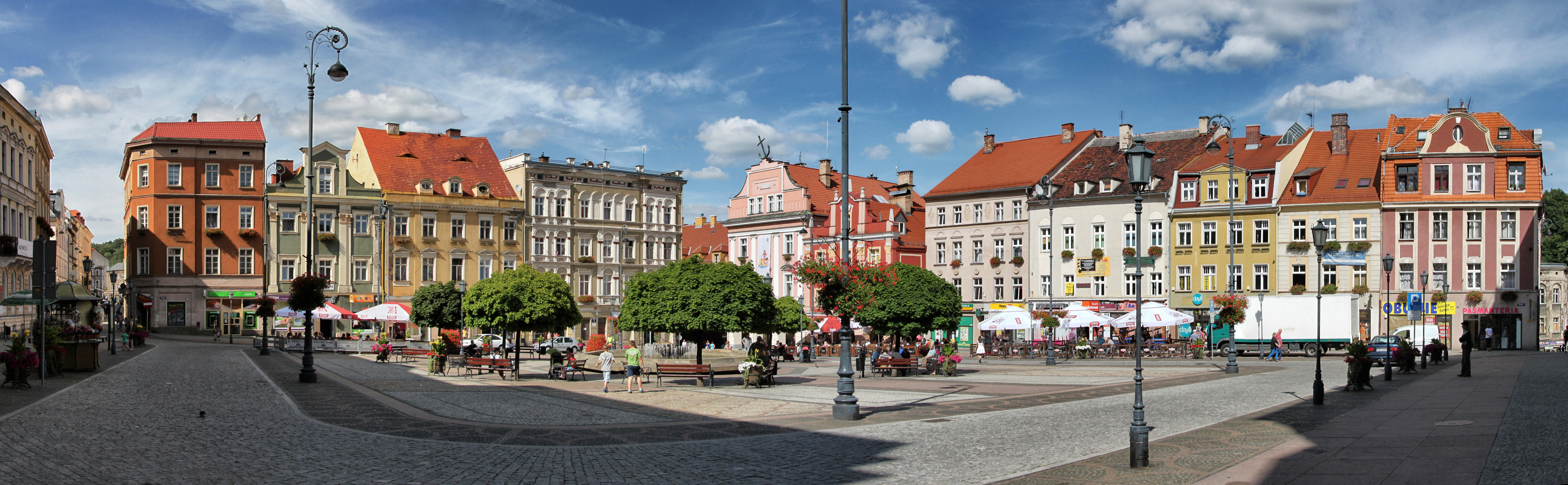
Valbřich

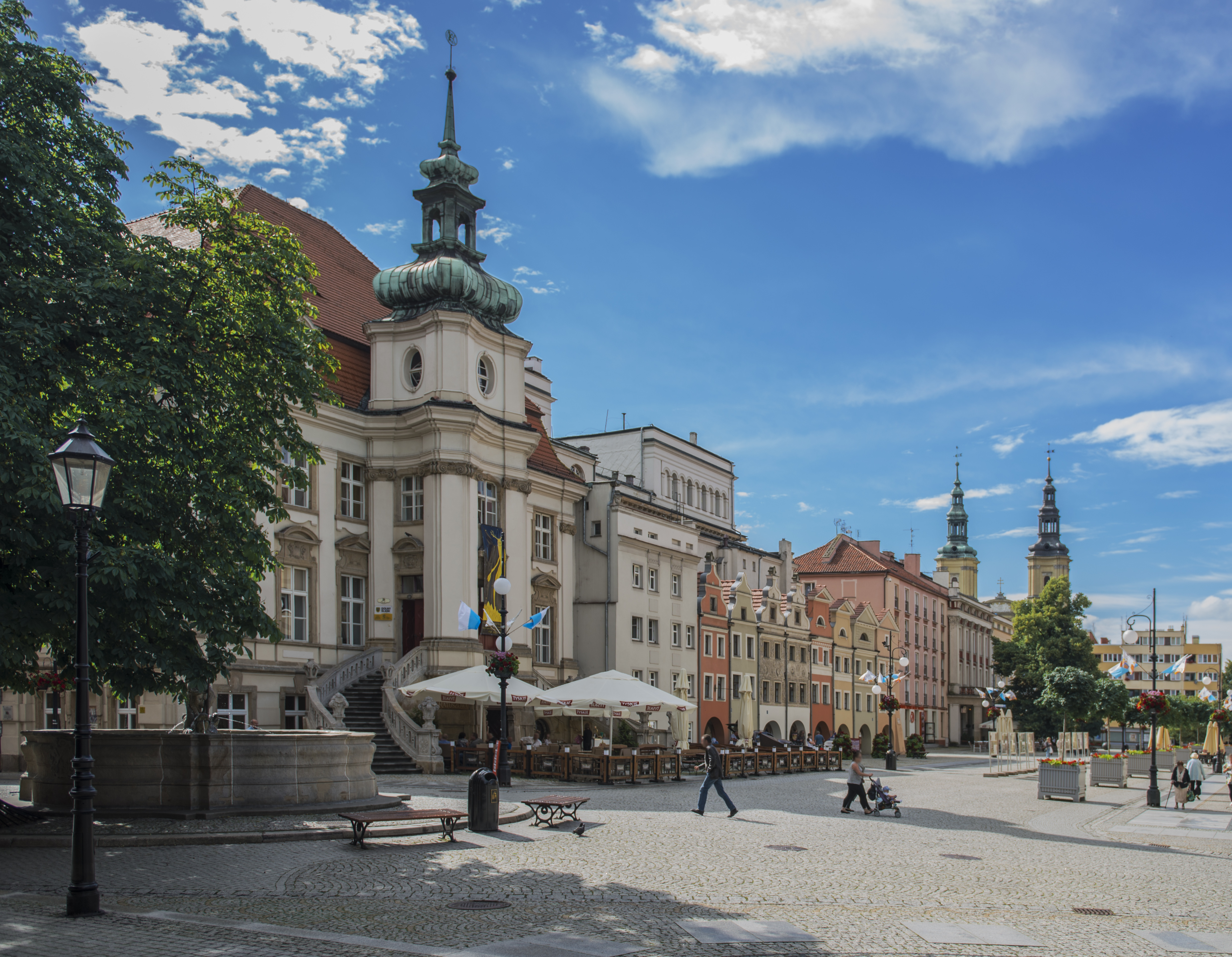
Lehnice

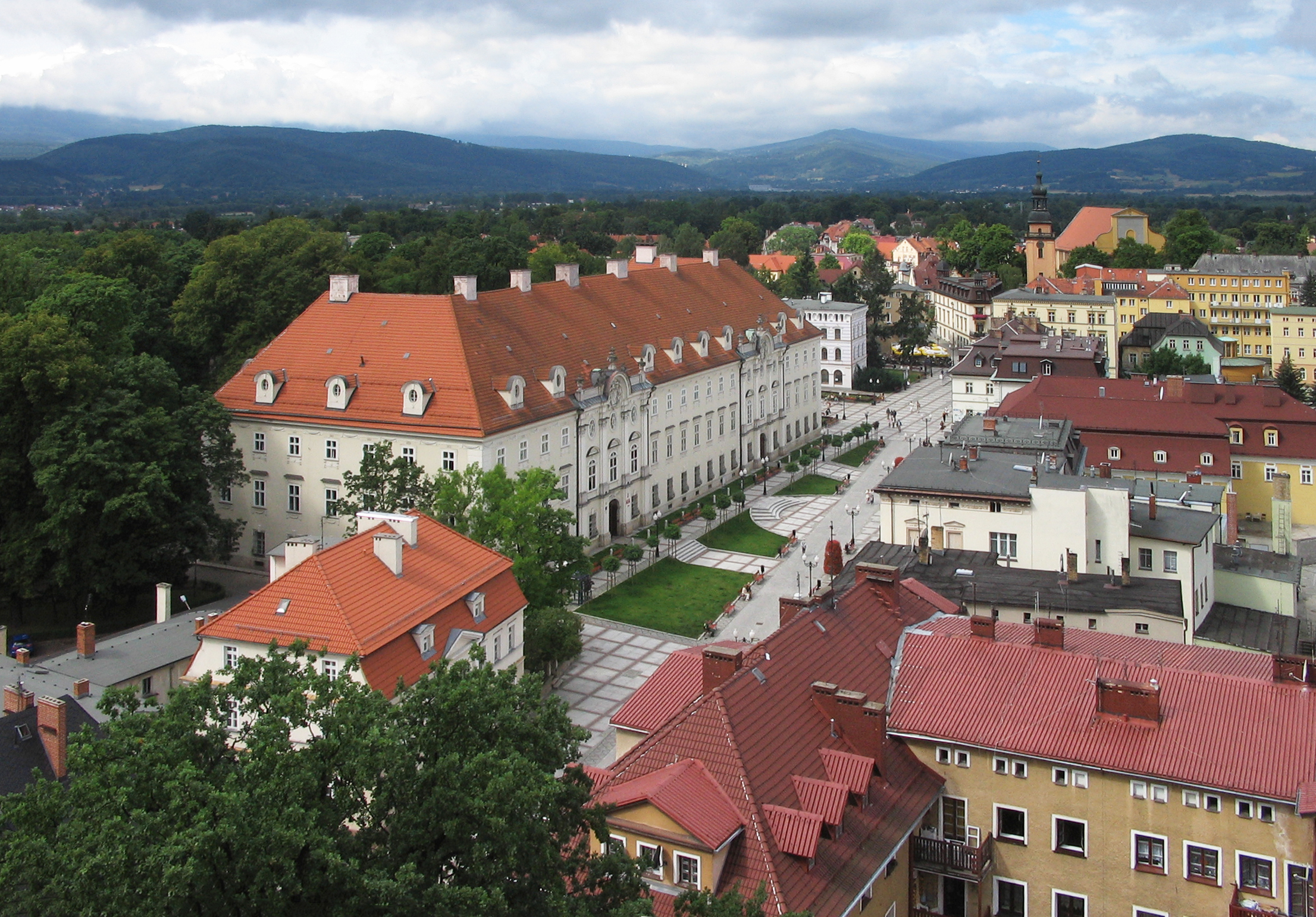
Jelení Hora

Slezské vojvodství je rozděleno na 26 okresů a 4 města s postavením okresu (městské okresy). Třetím stupněm administrativního členění je 169 gmin, z toho 35 městských, 57 městsko-vesnických a 77 vesnických.
| Okres                                       | Sídlo             | Počet obyvatel (2020) |
| ------------------------------------------- | ----------------- | --------------------- |
| Okres Bolesławiec (Powiat bolesławiecki)    | Bolesławiec       | 90 032                |
| Okres Dzierżoniów (Powiat dzierżoniowski)   | Dzierżoniów       | 100 519               |
| Okres Góra (Powiat górowski)                | Góra              | 34 698                |
| Okres Hlohov (Powiat głogowski)             | Hlohov            | 88 852                |
| Okres Jawor (Powiat jaworski)               | Jawor             | 49 937                |
| Okres Kamienna Góra (Powiat kamiennogórski) | Kamienna Góra     | 43 055                |
| Okres Kladsko (Powiat kłodzki)              | Kladsko           | 157 191               |
| Okres Krkonoše (Powiat karkonoski)          | Jelení Hora       | 63 388                |
| Okres Lehnice (Powiat legnicki)             | Lehnice           | 55 210                |
| Okres Lubáň (Powiat lubański)               | Lubáň             | 54 070                |
| Okres Lubin (Powiat lubiński)               | Lubin             | 106 106               |
| Okres Lwówek Śląski (Powiat lwówecki)       | Lwówek Śląski     | 45 770                |
| Okres Milicz (Powiat milicki)               | Milicz            | 36 913                |
| Okres Oława (Powiat oławski)                | Oława             | 76 831                |
| Okres Olešnice (Powiat oleśnicki)           | Olešnice          | 107 328               |
| Okres Polkowice (Powiat polkowicki)         | Polkowice         | 63 082                |
| Okres Slezská Středa (Powiat średzki)       | Slezská Středa    | 55 356                |
| Okres Strzelin (Powiat strzeliński)         | Strzelin          | 43 456                |
| Okres Svídnice (Powiat świdnicki)           | Svídnice          | 156 550               |
| Okres Trzebnica (Powiat trzebnicki)         | Trzebnica         | 85 401                |
| Okres Valbřich (Powiat wałbrzyski)          | Valbřich          | 55 414                |
| Okres Wołów (Powiat wołowski)               | Wołów             | 46 725                |
| Okres Vratislav (Powiat wrocławski)         | Vratislav         | 153 876               |
| Okres Ząbkowice Śląskie (Powiat ząbkowicki) | Ząbkowice Śląskie | 64 486                |
| Okres Zhořelec (Powiat zgorzelecki)         | Zhořelec          | 88 770                |
| Okres Złotoryja (Powiat złotoryja)          | Złotoryja         | 43 274                |

### Města s postavením okresu
| Město                      | Počet obyvatel (2020) |
| -------------------------- | --------------------- |
| Jelení Hora (Jelenia Góra) | 78 778                |
| Lehnice (Legnica)          | 99 072                |
| Valbřich (Wałbrzych)       | 110 603               |
| Vratislav (Wrocław)        | 643 782               |